# Forschungssammlung

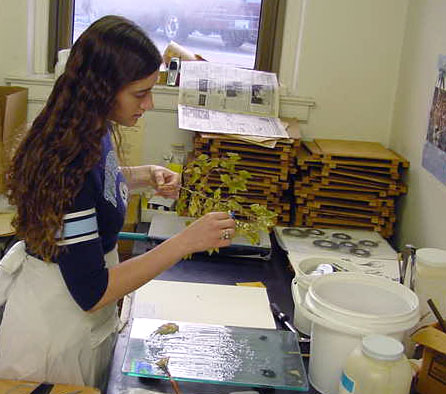
Präparation einer Pflanze für ein Herbarium

Als Forschungssammlung bezeichnet man
- jede systematische Sammlung, also gesammelte Gegenstände bzw. Objekte zur Erforschung der Natur oder der menschlichen Geschichte
- sowie die Einrichtungen, Organisationen oder Teilorganisationen, die solche Sammlungen aufbauen, bewahren, systematisch erschließen und nutzbar und zugänglich machen. Oftmals forschen diese Organisationen auch selbst an der Sammlung.

Wichtige Gegenstände von Forschungssammlungen sind
- auf dem Gebiet der Geologie: insbesondere Mineralien, Gesteinsproben und Bohrkerne,
- auf dem Gebiet der Biologie: insbesondere Pflanzen, Pilze, Tiere, Bakterien, Archaeen und Viren sowie deren Überreste,
- auf dem Gebiet der Geschichte: z. B. Holzproben mit Jahresringen, Tonwaren und Münzen nicht nur zur Erforschung dieser Gegenstände selbst, sondern z. B. auch zur Altersbestimmung von Funden bei Ausgrabungen oder Eisbohrkerne und Bohrkerne von Ablagerungen in Seen zur Erforschung der Klimageschichte.

Wichtige Ziele dieser Sammlungen sind die gesammelten Gegenstände für Forschungen greifbar und zugänglich zu machen, Referenzobjekte zu Vergleichszwecken bereitzuhalten sowie die Systematisierung und wissenschaftliche Benennung der gesammelten Objekte (Taxonomie).

## Erschließung
Die Erschließung der Sammlungen erfolgte geschichtlich zunächst über Verzeichnisse, Kataloge und Karteikarten, heute ergänzt durch oder ersetzt von Datenbanken mit Angaben wie wissenschaftliche Beschreibung, einschließlich Abbildung, Namen, Fundort, Fundumstände, Aufsammlungsalter, Fundalter, wissenschaftliche Auswertung, Verwandtschaftsbeziehungen, DNA und Isotopenanalysenergebnisse, Schadstoffanalysen, Literaturverweise, Zustand des Objektes, Besitzer- und Namenswechsel.
Die Katalogisierung erfolgt durch den Registrar, weitere Museumsdokumentationen erfolgen durch Museologen bzw. Historiker.
Zur Unterstützung der Erschließung und Bearbeitung existieren bei vielen Sammlungen ergänzende Fachbibliotheken.

## Organisation
Forschungssammlungen werden insbesondere bei und von Museen, insbesondere Naturkundemuseen, botanischen Gärten, Universitäten und sonstigen Forschungseinrichtungen unterhalten. Es gibt aber auch eigenständige Forschungssammlungen, etwa die Zoologische Staatssammlung München mit über 20 Millionen toten und für Forschungszwecke präparierten Tieren. Auch Behörden wie z. B. geologische Landesämter oder Kriminalpolizeien unterhalten zum Teil Forschungssammlungen.

## Museen und Naturkundemuseen
Museen als Betreiber von Forschungssammlungen unterscheiden sich von reinen Forschungssammlungen dadurch, dass ein Teil der Sammlung in einer Schausammlung auch öffentlich gezeigt wird. Gezeigt wird in der Regel nur ein kleiner Bruchteil der Gesamtsammlung. Auch bei Museen mit großer Ausstellungsfläche wie dem Field Museum of Natural History in Chicago sind die ausgestellten Gegenstände nur ein sehr kleiner Teil der im Beispiel über 22 Millionen konservierte Organismen und sonstigen Sammlungsobjekte.
Größtes deutsches Naturkundemuseum ist das Museum für Naturkunde Berlin mit über 30 Millionen Objekten, darunter 9 Millionen Käfern und 275.000 Gläsern mit in Alkohol konservierten Tieren.

## Geologie
Besondere Sammlungen:
- In Deutschland verfügt die Technische Universität Bergakademie Freiberg über besonders reiche geologische Forschungssammlungen. Dazu gehören 80.000 Mineralien in der Mineralogischen Sammlung,[3] 120.000 Proben aus Lagerstätten in der Lagerstättensammlung,[4] 16.000 Gesteine in der Petrologischen Sammlung,[5] 114.000 Makro- und fast eine Million Mikrofossilien in der Fossiliensammlung,[6] 70.000 Makro- und über 12.000 Mikrofossilien sowie etwa 15.000 lithostratigraphisch bzw. faziell relevante Gesteinsproben und etwa 14.000 Präparate und Schliffe in der Stratigraphischen Sammlung,[7] 30.000 Belegstücke sowie 30.000 Präparate und Schliffe in der Brennstoffgeologischen Sammlung[8] sowie 34.000 Objekte in der zentralen Belegsammlung Lithothek.[9]
- Das IODP/ODP-Kernlager Bremen Core Repository (BCR) (Internationales Bohrkernlager an der Universität Bremen) verfügt über eine Sammlung von insgesamt 140 km Bohrkernen aus dem Integrated Ocean Drilling Program mit 190.000 Einzelstücken, die in einer 1.100 m² großen Kühlhalle bei 4 °C gelagert werden.[10]
- Zu den bedeutendsten geologischen Sammlungen Europas gehört das Museum der Erde in Warschau mit über 170.000 Mineralien, Meteoriten, Fossilien und einer Bernsteinsammlung.

## Biologie
Gesammelt werden lebende Pflanzen und Tiere, die getötet und vor Verfall geschützt werden z. B. durch Trocknung oder Präparation, es werden aber auch Pflanzen, Tiere, Bakterien und Viren lebend gehalten.
Pflanzensammlungen werden als Herbarium bezeichnet. Lebende Pflanzen werden in botanischen Gärten, Bäume in Arboreten, Aquarien und teilweise in Samenbanken, sowie z. B. Algen von der Sammlung von Algenkulturen Göttingen (SAG) gesammelt. Lebende Tiere werden in Zoos und Aquarien gesammelt.
Der Alte Botanische Garten der Universität Göttingen repräsentiert etwa eine Sammlung von 17.000 Arten.
Besonders bekannt in Deutschland sind die Forschungssammlungen der Senckenberg Gesellschaft für Naturforschung in Frankfurt am Main mit über 22 Millionen Naturobjekten. Senckenberg bietet zur Erschließung seiner Sammlungen die Datenbank SESAM an (siehe Weblinks).
Eine besondere Sammlung sind die Objekte der Deutschen Sammlung von Mikroorganismen und Zellkulturen.
Die Macaulay Library ist das weltweit größte Archiv von Tierstimmen. Es umfasst mehr als 175.000 Audio-Aufnahmen von 75 Prozent aller Vogelarten. Es gibt auch eine ständig steigende Zahl von Insekten-, Fisch-, Frosch- und Säugetier-Aufnahmen. Das Video-Archiv umfasst über 50.000 Clips zu mehr als 3.500 Arten. Die Bibliothek ist Teil des Cornell Lab of Ornithology der Cornell University.

## Definition des Wissenschaftsrats
Der Wissenschaftsrat beschreibt in seinen Empfehlungen zu wissenschaftlichen Sammlungen als Forschungsinfrastrukturen den Begriff objektbasierte wissenschaftliche Sammlung wie folgt: „Sie unterscheidet sich von einer reinen Ansammlung von Dingen durch eine bestimmte Ordnung, in der Objekte erfasst sind, für die es Ein- und Ausschlusskriterien gibt. Die Ordnung der Objekte vollzieht sich in einem bestimmten Raum. Wissenschaftliche Sammlungen sind zudem definiert über eine zeitliche Komponente, durch ihre aktuelle Relevanz für die wissenschaftliche Forschung, aber auch durch ihre potentielle Relevanz. Letztere rückt prognostizierbare und plausible künftige Nutzungsoptionen in den Blick. Nicht zuletzt ist eine wissenschaftliche Sammlung charakterisiert durch die mit ihr befassten, sie administrativ oder pflegend betreuenden, sie wissenschaftlich nutzenden Personen. Aus diesen sie bestimmenden Parametern ergibt sich eine vielfältige Binnendifferenzierung wissenschaftlicher Sammlungen.“ In vielen Fällen dienen Sammlungen natürlich mehreren Zwecken, zur Forschung an Universitäten und außeruniversitären Forschungseinrichtungen, der Lehre und in oft auch als Schausammlung für die Öffentlichkeit.